# Huaridanza
La huaridanza, también llamada danza de los caballeros de Huari, es una danza ritual de origen mestizo andino-español, originario del distrito de Huari, en el departamento peruano de Áncash. 

## Historia
Su origen se remonta al período del sincretismo inca y español a partir de una danza mucho más antigua, posiblemente de origen preinca. 
Se cree que los orígenes de esta danza se encuentran en la fiesta prehispánica del pocoy mita, de carácter agrícola, antiguamente difundida entre los pueblos de la región, que celebraba la llegada de las primeras lluvias entre setiembre y octubre. Se registra que en estas fechas se bailaba una danza dedicada a las huacas y a los mallquis o ancestros, conocida como huaricu, en la que se soplaban los cráneos de los venados a modo de instrumento de viento. Al parecer, la adopción de las fiestas de la Exaltación de la Santa Cruz y de la Virgen del Rosario, celebradas en los meses de setiembre y octubre respectivamente, se debe a su coincidencia con el tiempo del pocoy mita, siendo un resultado de la política de sustitución de los cultos operada por las campañas de evangelización. Es significativo que el Huaridanza se interprete en fiestas religiosas que se llevan a cabo durante las fechas en que se inician las lluvias, aunque sea formalmente distinta de la danza prehispánica que le ha precedido
En 1570, el cronista Cristóbal de Molina detalla que la danza tenía como nombre Waritaki, esta evolucionó a medida que la nueva cultura española se consolidaba en la región, prestando ciertos elementos europeos a muchas danzas rituales originarias, así nacería el actual huaridanza.
Se presentan durante las festividades de la Virgen del Rosario, patrona de la ciudad de Huari en la exaltación de la cruz del mismo pueblo y, ocasionalmente, en la fiesta de la Virgen de la Asunción de Chacas.
En la provincia de Pomabamba existe una variación originada de la huaritaki primigenia, esta variación es distinta a la huaridanza en mudanzas coreográficas y tempos musicales. Se presenta en los pueblos de Sihuas (para las festividades de la Virgen de las Nieves) y en Urpay, Taurija y Pataz en La Libertad.

### Patrimonio cultural
«Declarar Patrimonio Cultural de la Nación a la danza Huaridanza del distrito de Huari, provincia de Huari, departamento de Áncash, por constituir una expresión mantenida y transmitida de generación en generación por las familias que componen cada barrio, centro poblado y caserío del distrito; por representar la veneración que el poblador huarino tiene hacia la Cruz emplazada dentro de su territorio, la cual se ha mantenido y potenciado tras el sismo de 1970 y el fuerte proceso migratorio que trajo como secuela; y por constituir actualmente una carta de presentación del distrito en virtud de su carácter original, su particular estética visual y sonora, y la devoción con que es mantenida por la comunidad de portadores, siendo enseñada en los últimos tiempos en algunos centros educativos.»
 Ministerio de Cultura, 17 de mayo de 2021.

## Ejecución
Está compuesta tradicionalmente de cuatro danzantes y dos músicos de flauta y tambor llamados cajeros, así se mantiene en los caseríos, mientras en que los barrios de la misma capital pueden ser ocho danzantes, e incluso contar con un capitán o guiador como un integrante más. En algunos casos son acompañados por dos Pallas, integrantes de otra comparsa de baile del distrito de Huari.
La coreografía de la huaridanza tiene tres 'momentos' fundamentales, en que los danzantes hacen el recorrido formando círculos, con la apoyatura rítmica en el cuarto compás, el arrebato, que es un paso ligero, y el jaleo o zapateo, con un paso fuerte a modo de fuga de huayno, con el que terminan sus presentaciones. 

## Atavios
El traje base es una vestimenta formal compuesta por un conjunto de terno azul o negro, camisa blanca y corbata. El terno es cubierto por un pañolón, de tela floreada y con flecos, amarrado sobre el pecho. En la cintura, al lado derecho, se lleva un fajín o ceñidor de pana bordada con hilos dorados. En sendos bolsillos del saco se llevan dos pañuelos. La cabeza es cubierta, con excepción del rostro, con una pañoleta blanca, cosida al cuello, llamada uma paño, y el rostro es cubierto con una máscara de malla rosada, con un rostro pintado de grandes ojos, cejas, bigotes y una pequeña barba de lana. El tocado es un sombrero de paja toquilla, blanco, con el ala delantera levantada, cuya copa luce una cinta de color cuyos extremos caen sobre la espalda, y sobre la cual una corona de armazón de alambre sujeta un arreglo de flores artificiales. La cinta que adorna el sombrero, la que sujeta el pañolón, y los pañuelos del saco, han de ser de seda del mismo color. Los pantalones son arremangados a la mitad de las piernas, que en cambio son cubiertas hasta las rodillas por un escarpín de pana negra, sobre calzado de vestir. Atadas a las rodillas lleva rodilleras de pana, ricamente bordadas, con hileras de 35 a 40 cascabeles cada una, cuyo gran peso es entendido como una forma de penitencia que debe llevar a cabo el danzante como parte de su devoción a la Cruz. Por último, llevan guantes blancos, y un chicotillo o bastón de mando, con un cabezal de plata o bronce, usualmente en forma de una cabeza de perro, y un gancho en su parte inferior, del cual pende un látigo hecho de tiras de cuero fino entrelazadas.

## Marco musical
caja o wanqar y de pito o pinkullo, combinación común en la música de la sierra norte peruana. Dos músicos, conocidos como cajeros, portan un pinkullo, flauta con embocadura de pico, conocida como shullún, que tiene cuatro orificios, tres delanteros y uno posterior, y se toca con la mano izquierda. Este instrumento se hace con madera de waroma, usando una rama recta y sin protuberancias. El otro instrumento es la caja o wanqar, membranófono hecho de corteza de eucalipto con parches de cuero de animal, de un diámetro de aproximadamente 80 cm. Este tambor es llevado al hombro izquierdo y batido por la mano derecha por una baqueta. La elaboración de estos instrumentos suele correr por cuenta de los propios intérpretes, y requiere de un profundo conocimiento de sus materiales. Las tonadas que se interpretan siguen un patrón tradicional durante la mayor parte del desempeño de la cuadrilla; solamente en las ocasiones en que se invita a un baile general se interpretan chuscadas, género de danza y canción popular de la región ancashina, considerado por algunos como una versión regional de huayno